# Гей-ігри

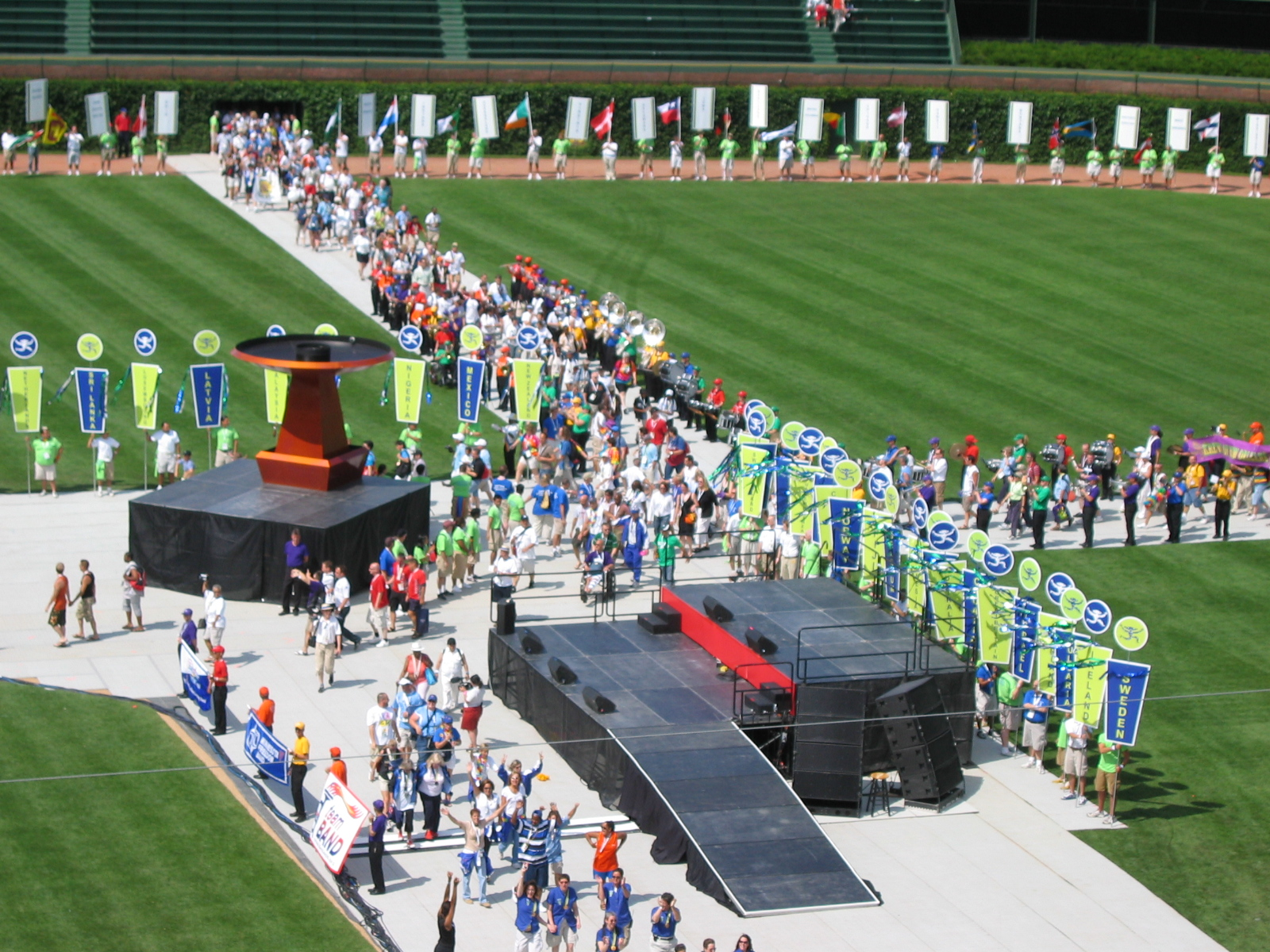
Церемонія закриття гей-ігор в 2006 році

Гей-ігри (англ. Gay Games) — міжнародні спортивні змагання, у яких беруть участь люди будь-якої сексуальної орієнтації та будь-якого рівня спортивної майстерності, що проводяться в ім'я взаємної поваги, толерантності та рівноправності. Крім спортивних змагань Gay Games охоплюють ряд культурних заходів.

## Цілі
Цілями Gay Games є привернення уваги громадськості до нетерпимості, порушень прав людини та дискримінації щодо ЛГБТ, у тому числі до триваючого кримінального переслідування гомосексуалів у ряді країн (у тому числі із застосуванням смертної кари). Також організатори хочуть шляхом культурного діалогу збільшити розуміння між людьми різних ідентичностей, зміцнити в людях почуття власної гідності, довести що, незважаючи на розхожі думки, геї та лесбійки здатні на видатні спортивні досягнення  [Архівовано 28 січня 2011 у Wayback Machine.].

## Історія
Перші Gay Games відбулися у Сан-Франциско у 1982 році та відтоді проходять кожні чотири роки. Засновником ігор був американський олімпієць — десятиборець доктор Том Уедделл (Tom Waddell), який вперше висунув ідею в 1960 році  [Архівовано 4 грудня 2010 у Wayback Machine.] [Архівовано 15 грудня 2013 у Wayback Machine.]. Спочатку захід мав назву Гей Олімпіада (Gay Olympics), однак через судові тяганини з МОК організатори змушені були змінити назву  [Архівовано 6 вересня 2012 у WebCite]. Іронія полягає в тому, що суддя Вокер, який прийняв в 2010 році рішення про протиріччя заборон одностатевих шлюбів у Каліфорнії Конституції США, виступав як адвокат Олімпійського комітету США, хоча у пресі часто подію все одно називають Олімпіадою.[недоступне посилання з липня 2019] [недоступне посилання з квітня 2019].
На Gay Games у Амстердамі ще в 1998 році танцювальним спортивним парам доводилося виступати у масках, щоб їх не впізнала широка громадськість, оскільки це загрожувало їх спортивній кар'єрі.

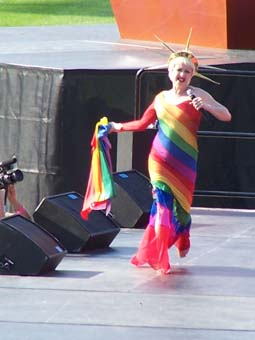
Сінді Лаупер на церемонії закриття гей-ігор в 2006 році

У 2006 році в результаті розбіжностей оргкомітет Gay Games розколовся і частина лідерів організувала альтернативні спортивні ігри World Outgames у Монреалі, а VII Гей-ігри пройшли у Чикаго, зібравши понад 11.000 учасників з 70 країн світу. В церемоніальній частині взяли участь Грег Луганіс, Сінді Лаупер, Френкі Наклз, Джордж Такеі, Маргарет Чо, мер Чикаго Річард Дейлі та інші. Жіноча баскетбольна команда з Санкт-Петербурга завоювала срібло  [Архівовано 4 лютого 2011 у Wayback Machine.].
VIII Гей-ігри відкрилися у Кельні 31 липня 2010 року з девізом «Будь частиною цього» (Be Part of it). Сенс девізу полягає в тому, що учасниками ігор можуть стати геї, бісексуали, трансгендери і гетеросексуали, особи різного віку, статі, раси, національності та релігійної приналежності, таким чином самі різні люди включаються у змагальне співробітництво. Ігри проводяться під особистим патронажем віцеканцлера Німеччини Гідо Вестервелле, який приїхав на церемонію відкриття разом зі своїм чоловіком Міхаелем Мронцем. Клятву атлетів вимовив олімпійський чемпіон 2008 року Метью Мітчем, а гімн ігор виконала Тейлор Дейн. Навіть з Росії у змаганнях брали участь близько 50 спортсменів: баскетбольні та волейбольні команди, один фігурист, два плавці, два тенісисти, один бадмінтоніст, один майстер настільного тенісу, два легкоатлети та один гравець у боулінг. Фігурист Костянтин Яблоцкій, що зробив на цих іграх камінг-аут, завоював золоту медаль у танцях на льоду і срібну — в одиночному катанні  [Архівовано 7 вересня 2010 у Wayback Machine.] [Архівовано 3 вересня 2014 у Wayback Machine.]. За підсумками ігор була створена Федерація ЛГБТ-спорту Росії, покликана об'єднати ЛГБТ-спортсменів і популяризувати ідеї здорового та активного способу життя.
Змагання цього року проходили у 35 видах спорту, серед яких були такі види як фігурне катання одностатевих пар і чоловіче синхронне плавання.

## Список ігор
| Рік  | Назва та девіз                                                           | Місто         | Країна     | Дата відкриття   | Кількість учасників |
| ---- | ------------------------------------------------------------------------ | ------------- | ---------- | ---------------- | ------------------- |
| 1982 | Гей-ігри I — «Виклик» (Challenge)                                        | Сан-Франциско | США        | 28 серпня 1982   | 1.350               |
| 1986 | Гей-ігри II — «Тріумф» (Triumph)                                         | Сан-Франциско | США        | 9 серпня 1986    | 3.500               |
| 1990 | Гей-ігри III — «Урочистість» (Celebration)                               | Ванкувер      | Канада     | 4 серпня 1990    | 7.300               |
| 1994 | Гей-ігри IV — «Єдність» (Unity)                                          | Нью-Йорк      | США        | 18 червня 1994   | 12.500              |
| 1998 | Гей-ігри V — «Дружба» (Friendship)                                       | Амстердам     | Нідерланди | 1 серпня 1998    | 13.000              |
| 2002 | Гей-ігри VI — «Під новим небом» (Under New Skies)                        | Сідней        | Австралія  | 2 листопада 2002 | 11.000              |
| 2006 | Гей-ігри VII — «Там, де зустрічається весь світ» (Where the World Meets) | Чикаго        | США        | 15 липня 2006    | 12.000              |
| 2010 | Гей-ігри VIII — «Будь частиною цього» (Be Part of it)                    | Кельн         | Німеччина  | 31 липня 2010    | 12.000              |
| 2014 | Гей-ігри IX                                                              | Клівленд      | США        | 9 серпня 2014    |                     |
| 2018 | Гей-ігри X                                                               | Париж         | Франція    | 2018             |                     |